# Silene nicaeensis
Silene nicaeensis — вид рослин родини Гвоздичні (Caryophyllaceae).

## Морфологічна характеристика
Дворічна або багаторічна, деревна при основі рослина, часто з безплідними пагонами. Стебла 20–60 см, прямовисні, висхідні або стеляться, гіллясті від основи, рідше прості, волосисті. Листки до 30 × 8 мм, від лінійно-ланцетні до лінійних, волохаті. Суцвіття прості або складні. Пелюстки 5–6 мм, від блідо-рожевого до білого кольору. Насіння 0.6–0.7 × 0.8 мм, ниркоподібне. 2n = 24.

## Поширення, біологія
Західне Середземномор'я та Греція.
Цвіте і плодоносить з січня по жовтень.